# Jonathan Robinson (politikus)
Jonathan Robinson (Hardwick, 1756. augusztus 11. – Bennington, 1819. november 3.) az Amerikai Egyesült Államok szenátora (Vermont, 1807–1815).